# Atopsyche neotropicalis
Atopsyche neotropicalis är en nattsländeart som beskrevs av Schmid 1989. Atopsyche neotropicalis ingår i släktet Atopsyche och familjen Hydrobiosidae. Inga underarter finns listade i Catalogue of Life.